# Jakob Schenk
Jakob Schenk (* 31. März 1921 in Feuerthalen; † 22. April 1951 in Montreux) war ein Schweizer Radrennfahrer und nationaler Meister im Radsport.

## Sportliche Laufbahn
Schenk war im Straßenradsport aktiv. Er begann 1939 mit dem Radsport. 1942 qualifizierte er sich für die A-Klasse der Amateure in der Schweiz. Er war Teilnehmer der Olympischen Sommerspiele 1948 in London. Im olympischen Strassenrennen wurde er beim Sieg von José Beyaert als 13. klassiert. Die Mannschaft der Schweiz mit Schenk, Jean Brun, Walter Reiser und Giovanni Rossi kam in der Mannschaftswertung auf den 6. Rang.
1947 und 1948 gewann den nationalen Titel im Mannschaftszeitfahren. 1948 gewann Schenk den Grand Prix Basel, ein Einzelzeitfahren über 100 Kilometer.
1949 löste er eine Lizenz als Unabhängiger. Er starb an den Folgen eines Sturzes bei einem Rennen in Montreux.